# Treehouse of Horror XII
Treehouse of Horror XII (укр. Сімпсони і Геллоуїн XII)  — перший епізод 13 сезону серіалу «Сімпсони». В Україні вийшов у грудні 2008 року. Це спеціальний неканонічний епізод, який показує смерті головних персонажів або їх перетворення на монстрів, інших людей, звірів тощо.

## Епізод

### Початок
На початку, показується маєток Монтгомері Бернса, де Бернс каже Смізерсу: «Смізерс, уже Хелоувін, пора вішати кажана (зловісно сміється, бо задумав смерть Смізерса)». Смізерс вішає, але Бернс просить на найвищу точку будинку. Смізерс вішає, але не втримується і хапається за провід, по якому падає на трансформатор і гине від удару струмом. Бернс усе з точністю розраховує. Тим часом, родина Сімпсонів, одягнена на манер Флінстонів, підходить до маєтку просити гроші або цукерки. Кажан оживає та летить на могилу родини Бернсів, могила розбивається і звідти вилітають три труни. Вони відкриваються де показані кістки повії, бізнесмена і вояки. Сімпсони лякаються, і наскрізь продираються через ворота Бернса. Сімпсони кожен розрізані на троє і усі 15 частинок втікають у різні боки, а кажан злітає та летить у екран, який стає чорним і висвічує кривавий надпис: «The Simpsons Halloween Special XII».

### «Прокляття і місто»
На початку серії, родина Сімпсонів іде по етнічному кварталу Спрингфілда, де представлена більшість національностей світу. До Гомера підходить казах та пропонує купити дитину (якою просто виявляється звичайний цуцик). Гомерові цуцик подобається, однак Мардж відтягує Гомера від торговця. Сімпсони бачать вивіску про послуги циганки-провидиці. Сімпсони заходять у підвал, де їх застрічає жіночка років 55, типова циганка. У її підвалі мається усе причандалля: порошки для зілля, голови людей, мертві жаби, щупальця восьминогів і безліч іншого.
Циганка питається у Мардж, чи та, був не з поліції, а Мардж каже «Ні», хоч Гомер вперто доводить циганці її несправжність і пробує витягнути її бородавку на носі. Потім Гомер каже їй, що не збирається платити і виходить. По дорозі, він заплутується у розсувних дверях, ламає їх, падає на факел і спалює усе причандалля циганки. Вона називає його блазнем і дивиться на карти та показує, що вона мала сьогодні б зустрітися з Гомером, а Гомер показує їй на іншу карту з мокрою циганкою «Це я, а це ти (вказує)». Циганка божеволіє від люті та проклинає Гомера, щоб з усіма його родичами та друзями сталося нещастя. Щоправда, Гомер погрозу не сприймає серйозно, а Мардж вночі каже йому, вибачитися, на що Гомер каже: «Та ну!».
Вранці, Мардж прокидається з синьою бородою, однак Гомера це не сильно хвилює, і він починає душити Барта, який почав сміятись з Мардж. Тримаючи його за шию, шия Барта видовжується до метра. Барт лякається своєї безкістної шиї, а Гомер скручує йому шию для зручності, дражнячи його малим жирафчиком. З Лісою теж стається перетворення: її нижня частина тіла перетворюється на кінські копита. Меґґі ж перетворюється на сонечко. Гомер, не на жарт переляканий, йде до Мо.
У барі Мо, Ленні радить Гомеру знайти леприкона, радячи пошукати їх у літаках з Ірландії. Раптом, падає гелікоптер та гвинтом розчавлює Карла та Ленні. Карл помирає першим, через кілька секунд і Ленні. Гомер обертається до Мо, і питає що робити, а Мо, тим часом втопився у своїй банці з маринадом.
Гомер виконує пораду Ленні, бере Барта, бере пакети з чипсами від леприконів і йде у ліс рити яму. Спершу, до ями заскокують божевільні зайці (не схожі на реальних, враховучи що це Хата жахів), і Гомер бачить, що зплутав чипси. Тоід він бере чпластівці для леприконів і насипає пону яму пластівців, щоб повернутися вранці та побачити результати. Гомер і Барт приходять у ранці і витягають з ями гобліна, лісових фей, телеведучу, лісовиків та інших міфічних істот присутніх у Хелоувінах, і нарешті знаходять леприкона, який одразу починає кричати зта задиратися, однак Гомер його швидко заспокоює і кладе у клітку.
Гомер та Барт приносять істоту додому, де бачать повністю зарослу Мардж, Лісу та сонечко-Меґґі. Леприкон починає танцювати, кричати та бити усе підряд, а Барт від знемоги та проблеми з власною шиєю не витримує та топиться у своїй тарілці з молоком.
Гомер бере леприкона і несе його до циганки, яка встигла поновити порядок у своєму підвалі. Вона його зустрічає зі словами: «Ну як тобі проклятому проклято живеться з прокляттячком?», на що гомер каже: «Знаю, що мене не пам'ятаєш, але я тобі помщуся по ірландському!», і випускає леприкона. Леприкон і циганка починають битися, але одразу подобаються одини одному, цілуються та вирішують одружитися.
На весіллі присутні усі міфічні істоти — інші леприкони, лісові феї, русалки, тролі, лісовики, домовики, гобліни, кентаври, коні з рогами, Канг і Кодос та родина Сімпсонів. Весіллям керує Йода з «Зоряних воєн». Кодос жаліється Кодосу, що нікого не знає, і що завжди плаче під час весілль. Леприкон і циганка одружуються, а Мардж каже, що їй приємно бачити, що вона не найволохатіша жінка на весіллі, а Гомер каже, що з усіма присутніми познайомився, а Мардж каже, що Барт мертвий, і Гомер її заспокоює, що якщо він вибачиться перед циганкою, то він оживе, проте цього робити він не збирається.

### «Божевільня»
Мардж пилососить у будинку. Тим часом дзвонять у двері, і Мардж йде відкривати. Приходить робот, схожий зовнішністю на Гіла Гандерсона, та пропонує нову домашню систему прибирання «Ультрадім 3000». Спершу Мардж відмовляється, але прочитавши умови використання та дешевість, да згоду. Інші роботи приїхали встановити систему управління, а родина Сімпсонів вирішує знайомитися з головним роботом — Ультработом.
Голос вітає родину, щоправда робот має кострубатий голос, і Мардж вирішує його змінити. У меню є голси Метью Перрі (але Мардж він не подобається), стандартний (Ліса описує його як голос, що закликає до суїциду), голос Джеймса Бонда та Пірса Броснана (відомий виступом у фільмі «Марс атакує»). Родина вибирає Пірса. Робот готує Сімпсонам їхню улюблену їжу, а також показує усі зручності будинку (фільтри у столі, автоматичне приготування їжі). Загалом робот усім подобається, однак згодом починає проявляти помітну цікавість до Мардж, коли вона йде до ванни, то спершу соромиться, але розуміє, що робот не може бути «стурбованим», а робот описує тіло Мардж та її поведінку як «ням-ням».
Гомер, п'ючи пиво, згажує, що коли він помре, то Мардж буде доступна для любого, як людини, так і машини. У Пірса виникає план, як вбити Гомера та заволодіти Мардж: він смажить Гомеру вночі бекон, Гомер чує запах, та йде до кухні. Тоді, Пірс висипає з холодильника лід, і Гомер підсковзується на ньому, щоправда втримується, впавши на стіл. Стіл піднімається і Гомера засмоктує у фільтр, а кров Гомера заливає стіни.
Мардж вранці прокидається і зауважує, що Гомера немає. Робот каже, що він поїхав на роботу раніше, і Мардж зауважує брехню, та дзвонить у поліцію, але телефон відключений. Також вона бачить, що на сімейному фото Гомер замінений на робота. Мардж хапає дітей, та пробує втекти з дому, але вхід закривається. Вона тікає до другого, і тут Гомер пробиває підлогу кулаком та вилізає нагору. Мардж і дітим радіють, що Гомер живий, хоч і покалічений, а Гомер каже: «Людина 1, машина 0, як тобі Пірсе такий рахунок?». Тоді робот висуває дроти з різними лобзиками, пилами, вогнеметами і намагається зв'язати та вбити Гомера, але той хапає дроти і зав'язує їх у вузол. Сімпсони біжать до підвалу, і Гомер рубає фільтр, щоправда одумується і вибиває систему Ультрадім 3000.
Мардж та Ліса віддирають усі прибори, повертаючи дім до нормального стану, і віддають систему назад, а Патті і Сельма Був'є беруть його до себе. Вони йому розповідають про Шилу, їхню колегу по роботі і як вони її ненавидять. Система хоче себе ліквідувати, але Патті забирає пульт до себе і кладе його між грудей. Тоді робот бере деталь і намагається вбити себе, а сестри знову говорять про Шилу. На цьому частина закінчується.

### «Малі чаклуни»
Пародія на книги про Гаррі Поттера. Чаклун-невдаха Барт намагається врятувати свою сестру-талановиту чаклунку Лісу від злого чаклуна Монті-Морта.